# Scotomanes ornatus
Scotomanes ornatus is een zoogdier uit de familie van de gladneuzen (Vespertilionidae). De wetenschappelijke naam van de soort werd voor het eerst geldig gepubliceerd door Blyth in 1851.